# Balanophyllia parallela
Balanophyllia parallela är en korallart som först beskrevs av Semper 1872.  Balanophyllia parallela ingår i släktet Balanophyllia och familjen Dendrophylliidae. Inga underarter finns listade i Catalogue of Life.